# Sobibor (película)
Sobibor (en ruso: Собибор) es una película rusa de drama bélico de 2018 basada en hechos reales. Está dirigida y producida por Konstantin Khabensky; protagonizada por el francés Cristopher Lambert y narra una historia situada en 1943 donde centenas de prisioneros judíos llevaron a cabo un alzamiento en el campo de exterminio de Sobibor.

## Argumento
Está basada en una historia real que ocurrió el 14 de octubre de 1943 mientras Polonia estaba ocupada por los alemanes. El oficial judío soviético Alexander Pechersky conocía el sufrimiento de los prisioneros que llegaban cada día al campo de exterminio de Sobibor y decide intentar lo imposible. Al mando de más de 400 prisioneros judíos intenta una revuelta para conseguir que todos puedan escapar enfrentándose a los SS. La misión, no obstante, será difícil y Pechersky tendrá que arriesgarse para salvar a cuantos sea posible.

## Reparto
- Konstantin Khabensky - Alexander Pechersky
- Christopher Lambert - Karl Frenzel
- Michalina Olszanska - Hanna
- Philippe Reinhardt - Siegfried Greitschus
- Maximilian Dirr - Johann Neumann
- Mariya Kozhevnikova - Selma
- Mindaugas Papinigis - Berg
- Wolfgang Cerny - Gustav Wagner
- Felice Jankell - Luca

## Producción
El proyecto se titulaba "Leyenda del Escape". En los primeros informes Andrey Malyukov fue acreditado como director, pero en una conferencia de prensa en septiembre de 2017 se reveló que Khabensky dirigió la película. El rodaje tuvo lugar cerca de Vilna, Lituania.

## Lanzamiento y recepción
El 3 de mayo de 2018 se estrenó en Rusia y Estados Unidos. El 1 de marzo de 2019, en España, donde fue clasificada como recomendada para mayores de 16 años. La película ha recaudado $5 millones de dólares en taquilla.

## Nominaciones
Fue seleccionada por Rusia para competir como Mejor película en lengua extranjera en los 91.os Premios Oscar, pero no fue nominada.